# Cefotetan
Cefotetan es el nombre genérico de un antibiótico del grupo de las cefamicinas, indicado para la profilaxis y tratamiento de infecciones bacterianas. Con frecuencia se incluye junto con las cefalosporinas de segunda generación con las que comparten un espectro de acción muy similar. Adicionalmente el cefotetan tiene cobertura anti-anaeróbica.

## Efectos colaterales
El cefotetan puede causar una reacción tipo disulfiram con la ingesta concomitante de alcohol como consecuencia de la inhibición de la aldehído deshidrogenasa. El cefotetan puede también causar prolongación del tiempo de protrombina.